# Смядово (община)
Смядово (болг. Община Смядово) — община в Болгарии. Входит в состав Шуменской области. Население составляет 7965 человек (на 21.07.05 г.).

## Состав общины
В состав общины входят следующие населённые пункты:
1. Александрово
2. Бял-Бряг
3. Веселиново
4. Желыд
5. Кылново
6. Ново-Янково
7. Риш
8. Смядово
9. Черни-Врых
10. Янково